# Parti ouvrier indépendant
Pour les articles homonymes, voir POI.
 (mai 2019).
Le Parti ouvrier indépendant (POI) est un parti politique français d'extrême gauche. Il est fondé en 2008, à la suite du Parti des travailleurs (PT).
En 2015, une scission conduit à la création du Parti ouvrier indépendant démocratique (POID, aujourd'hui Parti des travailleurs), avec le départ de figures du mouvement comme Gérard Schivardi et Daniel Gluckstein.
Le POI fait partie de l'Entente internationale des travailleurs et des peuples dont 54 pays ont des correspondants.
Après le soutien à Jean-Luc Mélenchon par le POI, aux élections présidentielles de 2017 et 2022, Jérôme Legavre, soutenu par la Nouvelle Union populaire écologique et sociale, est le premier élu du POI à l'Assemblée nationale lors des élections légistlatives de 2022.

## Historique
Le POI est issu du Parti des travailleurs (PT). Gérard Schivardi, Daniel Gluckstein, Claude Jenet et Jean Markun en deviennent les secrétaires nationaux.
Il se déclare internationaliste et se donne comme devise « Pour le socialisme, la République et la démocratie ». Son journal hebdomadaire est Informations ouvrières, qui se veut une « tribune libre de la lutte des classes ». Il revendique 10 071 membres lors de son premier congrès, et 8 000 en 2012,.
Le POI s'est fondé dans le but de « regrouper durablement en un authentique parti ouvrier » les « militants issus des principaux courants du mouvement ouvrier, issus de la social-démocratie, réformistes, issus du Parti communiste, trotskistes, anarchos-syndicalistes ». Les courants qui existent en son sein ne sont donc pas des tendances en lutte pour la direction du parti, mais au contraire des courants qui se sont regroupés sur une base et des accords communs, sans renier leur histoire respective. Il s'agit donc pour le POI, sous la forme d'un parti, de renouer avec « un acte fondateur du mouvement ouvrier international [qui] fut la constitution de la Première Internationale (1863), regroupant en son sein tous les courants du mouvement ouvrier. »

### Courants
À l'origine, quatre courants existent au sein du POI, définis dans les statuts de son manifeste : « Le parti reconnaît tout courant qui se déclare sur la base et dans le cadre du manifeste constitutif, définissant l'accord sur une orientation commune. […] Chaque membre du parti est libre d'adhérer ou non à un courant. » Le même manifeste précise que « dans le but de garantir la cohésion du parti et les rapports fraternels et loyaux entre les courants, il est institué un conseil des courants composé de représentants de chaque courant. »
Il existe :
- le courant trotskyste, qui se nomme « Courant communiste internationaliste » (CCI), membre de la Quatrième Internationale (lambertiste) et dont le journal est La Vérité.
- le courant communiste[2], appelé « Rencontres communistes » puis « Résistance communiste », dont les membres sont en général d’anciens adhérents du PCF et dont le journal est Résistances communistes ;
- le courant socialiste, qui regroupe principalement d'anciens militants du PS et du MRC et dont le journal est Réflexions[a] ;
- le courant anarcho-syndicaliste[12], issu de l'Union des anarcho-syndicalistes et dont le journal est L'Anarcho-syndicaliste.

### Scission de 2015 et POID
À l'approche de son cinquième congrès, en 2015, de fortes tensions se font sentir au sein du POI. Pour ne pas avoir respecté les décisions majoritaires de son courant, Daniel Gluckstein est suspendu, tout comme les autres membres de la direction nationale l'ayant soutenu : un bureau national démet ainsi Daniel Gluckstein, Gérard Schivardi et Jean Markun de leur mandat de secrétaire national. La crise du courant trotskiste du POI s'étend dès lors à l'ensemble du parti. À l'issue de deux congrès distincts se tenant les 21 et 22 novembre 2015, la tendance exclue du CCI (dite Tendance communiste internationaliste, TCI) initiée par Gluckstein décide de fonder le Parti ouvrier indépendant démocratique (POID).

### Financement et patrimoine
À l'issue de la scission de 2015, le POI reste propriétaire du siège historique du parti, le « 87 », au 87, rue du Faubourg-Saint-Denis, dans le 10e arrondissement de Paris, acquis en 1969.
L'Association de financement du POI est dissoute le 20 décembre 2018. Prenant acte de cette décision, la Commission nationale des comptes de campagne et des financements politiques retire l'agrément de l'association le 28 janvier 2019.

### Implantation dans LFI
Après avoir soutenu Jean-Luc Mélenchon lors des élections présidentielles de 2017 et 2022, les militants du POI participent aux actions militantes et aux différentes instances de La France insoumise.
En 2022, le POI mène campagne au sein de l'Union populaire et prête son siège pour les sessions du parlement de l'Union populaire (structure réunissant les soutiens de J.-L. Mélenchon). Le POI y est représenté par trois de ses membres. Le militant du POI et syndicaliste FO Jérôme Legavre, siégeant dans le groupe LFI après avoir été élu député, indique en mars 2023 : « Depuis 2017, on est totalement et de plain-pied au côté des militants de LFI, on participe aux groupes d’action et en même temps on a nos propres instances,. »
En 2024, le POI participe à la campagne de La France insoumise aux élections européennes.

## Positionnements

### Questions économiques et sociales

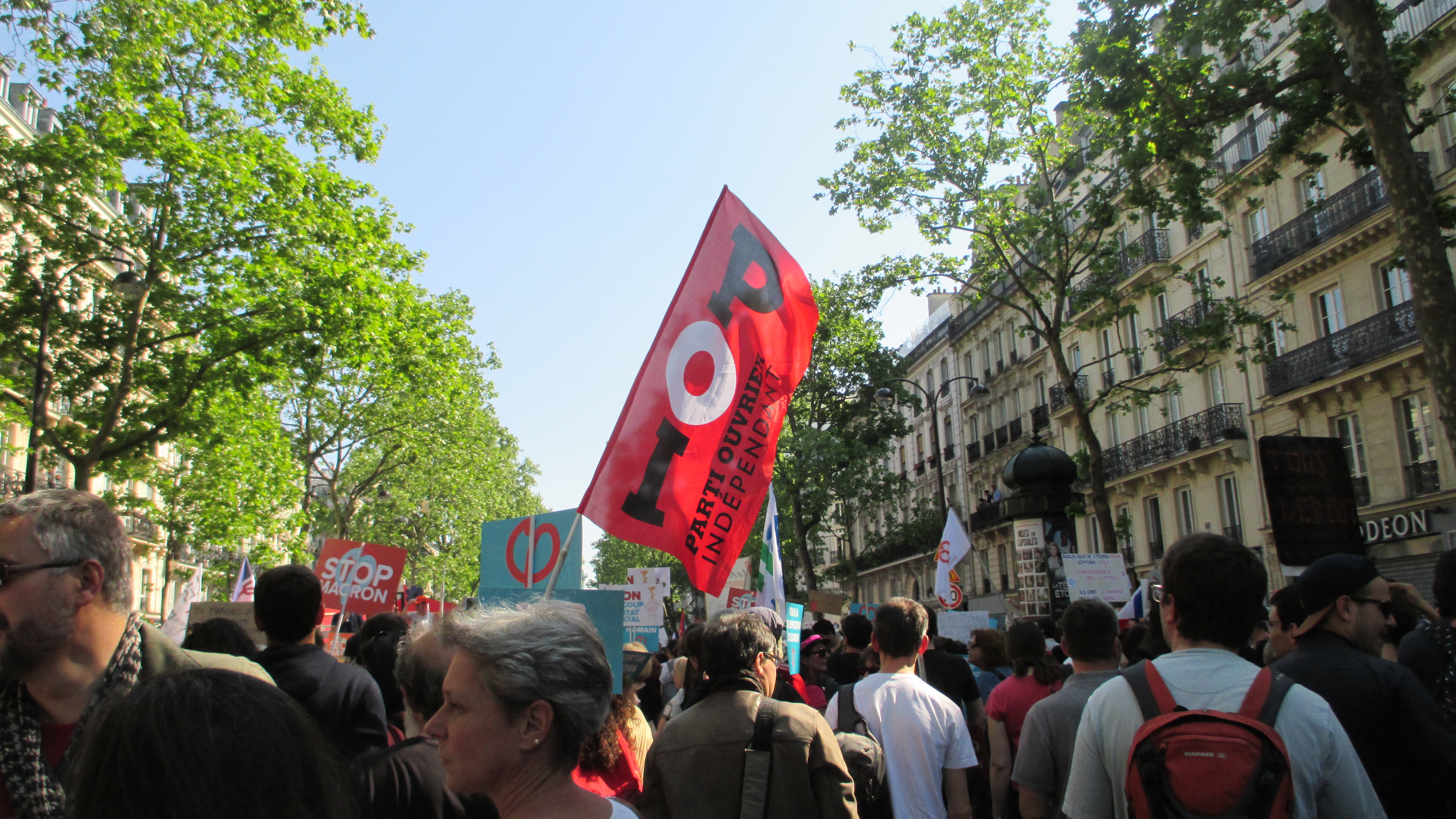
Militants du POI lors de la « fête à Macron » (mai 2018).

Le POI se définit comme socialiste, et se pose en défenseur de la classe ouvrière et de la lutte des classes. Entendant « en finir avec le régime d’exploitation et d’oppression, abolir le patronat et le salariat, établir une société de justice et d’égalité, fondée sur la socialisation des moyens de production et d’échanges », il prône un gouvernement de défense des travailleurs s’appuyant sur une assemblée constituante. En 2009, il lance des comités locaux visant à interdire les licenciements,.

### Opposition à l'UE et internationalisme
Le POI se prononce pour la rupture avec l'Union européenne, qu'il présente comme étant un ensemble d'« institutions réactionnaires et antidémocratiques », et critique notamment le principe de la concurrence libre et non faussée. Il propose une « union libre des peuples et des nations libres de toute l’Europe […] pour la construction d’un avenir de paix, de travail, fondé sur la défense de tous les acquis sociaux arrachés par la classe ouvrière » ; il justifie ainsi son adhésion à l'Entente internationale des travailleurs et des peuples et au Comité pour une entente européenne des travailleurs,.

## Participation aux élections et résultats électoraux

### Élection présidentielle de 2012
Un congrès de délégués départementaux réunis le 2 octobre 2011 à Paris décide de ne pas présenter de candidat à la présidentielle de 2012, afin d'exprimer le rejet des institutions de la Cinquième République, jugées « antidémocratiques ».
Daniel Gluckstein, l'un des quatre secrétaires nationaux du POI, estime qu'« il est préférable d'exprimer [le rejet de la politique du gouvernement sortant] par la non-présentation d'un candidat. Nous refusons de participer à cette parodie de démocratie ». Le POI présente 106 candidats aux élections législatives qui suivent.

### Élections municipales de 2014
À l'issue des élections municipales de 2014, le POI dispose de quelques mairies, notamment à :
- Mailhac (Aude), où est élu Gérard Schivardi, passé en 2015 au POID ;
- Montenois (Doubs), dont le maire est un transfuge du PCF ;
- Lagrange (Landes), dont le maire adhère au POID ;
- Aucaleuc (Côtes d'Armor), dont le maire rallie le POID.

### Élections départementales de 2015
Aux élections départementales de 2015, le POI présente cinq candidats. Ceux-ci réunissent quelque 3 500 voix, soit 0,02 % au niveau national. Aucun d'entre eux n'est élu.

### Élections de 2017
Le parti ne présente pas de candidats aux élections législatives de 2017 et appelle à voter pour La France insoumise.

### Élections de 2022
En 2022, le POI réitère son soutien à Jean-Luc Mélenchon et La France insoumise à l'élection présidentielle.
Aux élections législatives, l'un des membres de la direction, Jérôme Legavre, est investi par la France insoumise et soutenu par la Nouvelle Union populaire écologique et sociale, dans la douzième circonscription de la Seine-Saint-Denis. Il est élu avec 51 % des voix au second tour, face au député sortant LREM Stéphane Testé. Plusieurs autres membres du POI sont candidats, titulaires ou suppléants, en tant que militants de l'Union populaire, sur les circonscriptions réservées aux candidats de La France insoumise,.

## Résultats électoraux

### Élections législatives
| Année | Premier tour | Premier tour | Second tour | Second tour | Sièges  | Gouvernement |
| Année | Voix         | %            | Voix        | %           | Sièges  | Gouvernement |
| ----- | ------------ | ------------ | ----------- | ----------- | ------- | ------------ |
| 2022a | 51 440       | 0,23         | 65 151      | 0,31        | 1 / 577 | Opposition   |
| 2024b | 67 623       | 0,21         | 37 811      | 0,14        | 1 / 577 | Opposition   |

- a Au sein de la NUPES.
- b Au sein du Nouveau Front populaire.

## Militantisme syndical
Tant le POI que le POID sont présents dans le mouvement syndical, à commencer par Force ouvrière. Les deux partis sont à présent en conflit au sein de FO depuis l'éviction de Pascal Pavageau, éphémère successeur de Jean-Claude Mailly en 2018.